# Pherusa hamocarens
Pherusa hamocarens är en ringmaskart som först beskrevs av Monro 1937.  Pherusa hamocarens ingår i släktet Pherusa och familjen Flabelligeridae. Inga underarter finns listade i Catalogue of Life.